# 닥터 후 60주년 스페셜
영국의 SF 드라마 《닥터 후》의 60주년 스페셜 (60th Anniversary)는 2023년 11월 BBC One과 디즈니 플러스에서 방영된 시즌이다. 러셀 T 데이비스가 각본을 맡으며, 추후 방영될 정식 시즌인 시리즈 14에 앞서 세가지 특별 에피소드로 구성되어 있다. 드라마 60주년을 기념하여 데이비드 테넌트와 캐서린 테이트가 14대 닥터, 도나 노블 역으로 각각 돌아왔다.
세 에피소드의 감독은 레이첼 탈랄레이, 톰 킹슬리, 차냐 버튼이 맡았으며, 배드 울프가 BBC와 함께 드라마의 공동 제작사로 참여하게 되면서 촬영장소도 로스 록 스튜디오에서 월프 스튜디오로 옮겨 제작되었다. 촬영은 2022년 5월에 개시되어 7월에 마무리되었다.

## 에피소드 목록
| 스토리 번호 | 스페셜 번호 | 제목               | 감독            | 작가            | 본 방송 날짜     | UK 시청자 수 (100만) | AI |
| --- | ----------- | ------------------ | --------------- | --------------- | ---------------- | -------------------- | -- |
| 301 | 1           | "The Star Beast"   | 레이첼 탈랄레이 | 러셀 T 데이비스 | 2023년 11월 25일 | 761만                | 84 |
| 14대 닥터는 자신을 기억하지 못하는 도나 노블과 가족들을 만나고, 우주선 한 대가 지구로 불시착한다. 닥터는 UNIT 과학자 셜리 앤 빙엄을 만나 자신이 왜 10대 닥터와 닮은 모습으로 되돌아갔는지, 어째서 운명이 도나를 향해 가고 있는지를 묻는다. 도나의 10대 딸 '로즈'는 빕 더 미프라는 털복숭이 외계인을 만나 창고에 숨기지만 닥터와 함께 집으로 온 도나에게 들키고 만다. 착하고 불쌍해 보였던 미프의 본성은 거짓이었고 실상은 과대망상에 빠진 독재자로서, 런던을 파괴하는 한이 있더라도 우주선을 이륙시키려는 계획이 있었음이 드러난다. 닥터는 미프의 우주선을 멈추기 위해 도나의 기억을 일깨운다. 그러나 딸에게 메타인지를 일부 물려주었던 덕에 도나는 죽지 않게 되었다. 미프는 체포되고 도나와 로즈는 몸속에서 메타 에너지를 방출한다. 닥터는 도나와 함께 윌프레드 모트를 만나러 가자고 하지만, 새로운 모습이 된 타디스가 갑자기 극심하게 흔들리더니 어디론가 출발해 버린다. |             |                    |                 |                 |                  |                      |    |
| 302 | 2           | "Wild Blue Yonder" | 톰 킹슬리       | 러셀 T 데이비스 | 2023년 12월 2일  | 714만                | 83 |
| 우주 경계의 가장자리에 떠 있던 우주선에 불시작한 타디스는 적대적 상황을 감지한 뒤 현장을 떠나 버리고, 타디스를 되찾기 위해 주변을 둘러보던 닥터와 도나는 우주선이 버려져 있다는 사실을 알게 된다. 재가동을 위해 작업에 나선 두 사람은, 우주 밖에서 건너온 미지의 생명체들이 자신들의 모습을 불완전하게 복제한 채 등장한 것을 보고 공포에 빠진다. 닥터는 일련의 상호작용 끝에 이들이 우리 우주로 들어오기 위한 수단으로 우리들을 이용하고 있으며, 흥분하거나 충동적인 모습을 보일 수록 점점 더 완벽하게 복제되어 간다는 사실을 알아낸다. 이후 이 생명체들이 우주선을 장악하기 못하도록 우주선의 선장이 극도로 느린 자폭 시퀀스를 가동한 채 자살했다는 사실을 알아낸 닥터는, 그 시퀀스의 속도를 높여 생명체들의 제거를 전제하여 타디스를 호출해 낸다. 출발했던 런던 골목가로 돌아온 닥터와 도나는 윌프레드 모트와 반갑게 재회하지만 윌프레드는 갑자기 세상이 망하고 있다며 도움을 청한다. |             |                    |                 |                 |                  |                      |    |
| 303 | 3           | "The Giggle"       | 차냐 버튼       | 러셀 T 데이비스 | 2023년 12월 9일  | 685만                | 85 |
| 1925년 텔레비전 발명가 존 로지 베어드의 조수가 런던 소호의 장난감 가게에서 '토이메이커'로부터 인형 하나를 구입한다. 현재로 돌아와 토이메이커는 전세계에 혼란을 일으키고, 닥터와 도나는 UNIT의 케이트 레스브리지스튜어트 국장과 전 동행자 멜 부시를 만난다. 여기서 닥터는 토이메이커가 텔레비전 이래 모든 스크린에 숨겨진 웃음 소리로 인간의 무의식에 스스로를 새겨왔다는 사실을 알아낸다. UNIT을 습격한 토이메이커는 닥터와 도나를 상대로 놀이 대결을 펼친다. 1대 닥터 시절 닥터가 승리했던 것과는 달리, 이번 두 번째 대결에서 14대 닥터는 패하고 만다. 닥터는 삼세판으로 하자고 과감히 제안하고, 토이메이커는 승낙하는 대신 새로운 닥터의 모습으로 싸워야 한다며 '갈바닉 빔'으로 닥터를 쏘아버린다. 그러나 재생성에 들어간 닥터는 모습이 바뀌는 것이 아니라 존재가 둘로 나뉘면서 15대 닥터가 새로 튀어나오게 된다. 두 닥터는 토이메이커를 상대로 공 잡기 놀이를 하며 승리하고, 토이메이커는 군단이 몰려온다고 경고하면서 존재를 감춘다. 이후 토이메이커가 끼고 있던, 마스터를 가둔 금니를 수수께끼의 여인이 집어든다. 15대 닥터는 14대 닥터를 위해 타디스를 복제해 준 뒤 여행을 떠나고, 14대 닥터는 도나의 가족과 함께 지구에 정착하기로 결심한다. |             |                    |                 |                 |                  |                      |    |

### 보조 에피소드
| 제목 | 감독          | 작가            | 본 방송 날짜     | UK 시청자 수 (100만) | Length |
| --- | ------------- | --------------- | ---------------- | -------------------- | ------ |
| "Destination: Skaro" | 제이미 더너그 | 러셀 T 데이비스 | 2023년 11월 17일 | 정보 없음            | 4:54   |
| 오랜 옛날 스카로 행성의 어느 군기지에서 아직 인간의 신체를 취하던 데브로스는 신입 부하 카스터빌리언을 맞이한다. 카스터빌리언에게 우리 칼레드족의 미래라면서 신기체의 프로토타입을 소개하는데, 완성은 되었지만 이름은 짓지 못하는 상황. 연이은 이름 후보에 만족하지 못한 데브로스가 잠시 자리를 비운 사이, 타디스가 기지 안으로 들어와 한쪽 벽에 불시착하고 그와 동시에 카스터빌리언의 집게손이 떨어져 나간다. 타디스 안에서 나온 14대 닥터는 조금 전까지 여자였는데 이젠 옛모습으로 되돌아온 것에 혼란스러워하다가, 떨어져 나간 집게발의 주인이 달렉임을 깨닫고 "달렉이라니, 말살당하지 않은 게 다행"이라 말한다. '달렉'과 '말살'이란 단어에 꽂힌 카스터빌리언이 신기체의 이름과 구호로 삼기로 하고, 뜻하지 않게 달렉의 탄생을 목도하게 되어버린 닥터는 몹시 당황하면서 자신은 여기에 없던 일로 해 달라는 말과 함께 도망치려 한다. 카스터빌리언이 떨어져 나간 집게손은 어쩌냐고 따지자 닥터는 뚫어뻥 하나를 던져준다. 돌아온 데브로스가 집게손 대신에 달려 있는 뚫어뻥을 보고 마음에 든다는 말과 함께 끝난다. |               |                 |                  |                      |        |

## 출연

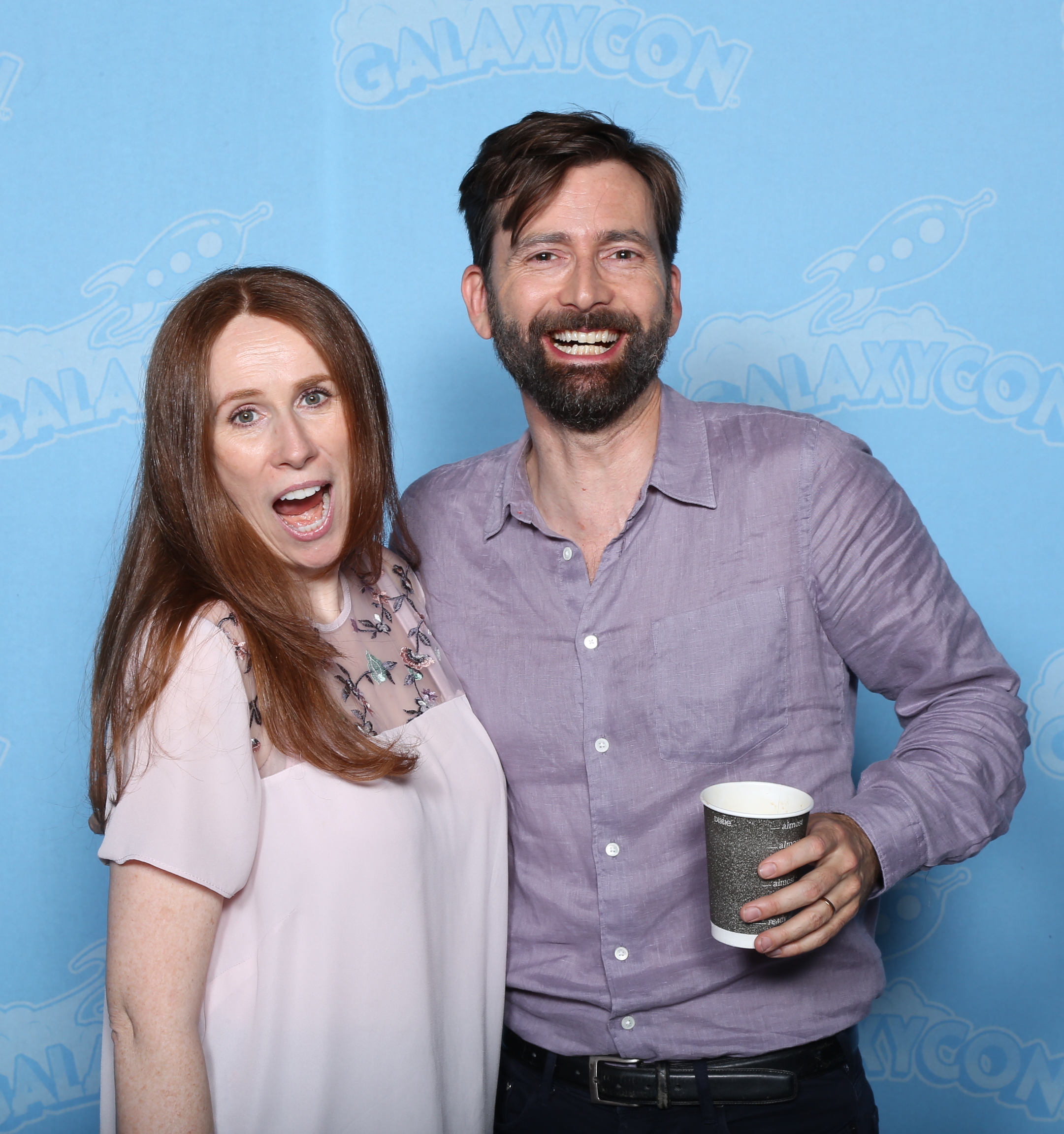
60주년 특집에서는 도나 노블과 14대 닥터 역으로 테이트와 테넌트가 오랜만에 복귀하게 되었다.

드라마 60주년을 기념해 데이비드 테넌트와 캐서린 테이트가 14대 닥터와 도나 노블 역으로 복귀한다. 야스민 피니는 '로즈'라는 인물의 배역에 캐스팅되었다. 이밖에 버나드 크리빈스, 재클린 킹, 칼 콜린스도 윌프레드 모트, 실비아 노블, 숀 템플 역에 각각 복귀한다. 이 중에서 크리빈스는 촬영을 모두 마무리한 뒤 2022년 7월 세상을 떠나, 이번 작품이 유작이 되었다.
2022년 6월 13일, 러셀 T 데이비스는 닐 패트릭 해리스가 새로 출연진에 합류하게 되었음을 발표했으나, 배역이 무엇인지는 밝히지 않았다.

## 제작

### 기획
2021년 7월 29일, BBC는 13대 닥터 시기 드라마의 총괄 프로듀서이자 쇼러너를 맡던 크리스 칩널이 2022년 스페셜을 끝으로 하차한다고 발표하였다. BBC의 보도자료에 따르면 칩널은 "BBC와 BBC 스튜디오가 누굴 택하든 간에, 우리가 해왔던 만큼 후임 분들도 즐겼으면 한다. 기대만발일 것이다"라는 소감을 밝혔다. 2021년 8월 25일에는 BBC의 중역을 맡고 있는 피어스 웽거가 닥터 후에 근본적인 변화가 있을 것이라며 추후 향방을 처음으로 밝혔다.
2021년 9월 24일, BBC는 러셀 T 데이비스가 총괄 프로듀서로 복귀한다고 밝혔다. 러셀은 2005년부터 2010년까지 9대 닥터와 10대 닥터 시기 총괄 프로듀서로서 드라마를 이끈 바 있다. 크리스 칩널의 하차 이래 오는 2023년 60주년 스페셜과 그 후 시즌을 맡게 될 예정이다. 러셀의 복귀와 함께 닥터 후의 공동 총괄프로듀서였던 줄리 가드너와 BBC 전 드라마국장 제인 트랜터가 설립한 배드 울프 프로덕션이 공동 제작사로 참여하게 된다. 2021년 10월에는 소니가 배드 울프사의 다수 지분을 획득한다는 소식이 발표되었다. 이와 더불어 배드 울프사는 스페셜 시즌부터 닥터 후의 창작 권한을 BBC로부터 넘겨받게 되었다. 이는 BBC가 닥터 후를 세계적인 브랜드로 발돋움시키는 것에 더욱 초점을 맞추기 위한 조치로 해석된다.
이후 2005년부터 2008년까지 러셀과 함께 공동 프로듀서를 맡았던 필 콜린슨 역시 이번 스페셜부터 프로듀서로 합류하게 되었다. 2022년 3월 러셀은 영국 웨일스 카디프의 배드 울프 스튜디오에서 제작 단계에 들어섰음을 확인하였다. 2022년 7월에는 "Twice Upon a Time" (2017)의 편집을 맡은 윌리엄 오스왈드가 이번 스페셜의 편집을 다시 맡게 되었다는 소식이 전해졌다.

### 각본
2021년 12월, 러셀은 이미 60주년 스페셜의 각본은 물론 이어지는 시리즈 14의 일부 에피소드의 각본도 써 놨음을 확인하였다. 이번 스페셜 시즌의 스크립트 에디터는 스콧 핸드콕이 맡는다. 핸드콕은 <닥터 후 컨피덴셜>과 <사라 제인 어드벤처>에서 활동한 바 있었으며 빅 피니시 프로덕션의 닥터 후 오디오 드라마 작품에서도 각본, 제작, 감독, 출연 등의 활동을 해왔던 인물이다.
이번 에피소드의 소재로는 닥터 후 올드 시즌에 등장했던 빕 더 밉과 라스 워리어가 등장할 것으로 알려졌다.

### 촬영
이번 스페셜부터는 실내촬영 장소가 2012년부터 쓰이던 로스 로크 스튜디오에서 새로운 스튜디오인 울프 스튜디오 (Wolf Studios)로 이전되었다. 이는 배드 울프사가 BBC와 공동제작을 함께하면서 생긴 변화다. 배드 울프사는 역시 줄리 가드너가 운영하는 자회사인 '후니버스1 LTD' (Whoniverse1 LTD)를 새로 설립해두고 있다.
2022년 5월 60주년 스페셜의 촬영이 영국 런던 캠던구에서 시작되었다. 레이첼 탈랄레이가 첫번째 스페셜 에피소드의 감독으로 복귀하였으며, 두번째 에피소드는 톰 킹슬리가, 세번째 에피소드는 차냐 버튼이 각각 감독을 맡게 되었다. 2022년 7월에는 60주년 스페셜의 모든 촬영이 마무리되었다.
제작일정 단계는 다음과 같다.
| 단계 | 에피소드           | 감독            | 각본            | 프로듀서               |
| ---- | ------------------ | --------------- | --------------- | ---------------------- |
| X    | "The Star Beast"   | 레이첼 탈랄레이 | 러셀 T 데이비스 | 비키 딜로, 크리스 메이 |
| X    | "Wild Blue Yonder" | 톰 킹슬리       | 러셀 T 데이비스 | 비키 딜로, 크리스 메이 |
| X    | "The Giggle"       | 차냐 버튼       | 러셀 T 데이비스 | 비키 딜로, 크리스 메이 |

### 음악
2022년 7월 20일, 크리스 칩널 체제 출범 이후 드라마 작곡을 맡아오던 시건 아키놀라가 이번 60주년 스페셜에서는 작업을 맡지 않게 되었다며 하차 의사를 밝혔다. 2023년 4월 24일, BBC는 머레이 골드가 2023년 스페셜 시즌과 시즌 14의 작곡가로 복귀하게 되었음을 공식 발표하였다. 2023년 10월 12일에는 BBC 라디오 2를 통해 방송된 <Doctor Who @60: A Musical Celebration> 프로그램을 통해 이번 스페셜부터 사용될 테마곡이 처음 공개되었다.

## 방영
2023년 11월 드라마 60주년을 기념하여 세 스페셜 에피소드가 방영된다. 동시에 러셀 T 데이비스의 드라마 체제도 시작된다.
2022년 10월 23일, "The Power of the Doctor" 방영 직후 60주년 스페셜의 첫번째 예고편이 BBC One과 유튜브를 통해 공개되었다. 영상에는 데이비드 테넌트가 연기하는 14대 닥터와 도나 노블, 그리고 슈티 가트와가 등장하는 간단한 스틸샷과 '닥터후는 2023년에 돌아온다'는 예고 문구가 담겼다. 같은 시기 BBC와 디즈니 브랜디드 텔레비전은 이번 스페셜 시즌은 해외 지역에서는 디즈니 플러스로 처음 공개된다고 발표하였다. 다만 영국과 잉글랜드에서는 BBC One을 통해 방영된다.

### 60주년 행사
2022년 11월, 빅 피니시 프로덕션은 드라마 방영 60주년을 기념해 4대 닥터부터 10대 닥터까지 역대 닥터가 출연하는 특집 오디오극 <Once and Future>를 발표, 2023년 5월부터 10월까지 매달 한 편씩 공개하는 동시에 2024년 11월에 추가로 한 편을 더 발매한다고 밝혔다. 2023년 3월에는 <Doom's Day>라는 멀티플랫폼 스토리 작품이 발표되었다. 수즈 켐프너 주연의 이 작품은 닥터 후 온라인 채널, 펭귄 랜덤 하우스, 닥터 후 매거진, 타이탄 코믹스, 빅 피니시 프로덕션, BBC 오디오, 이스트 사이드 게임스 등의 회사가 협업하여 여러 매체로 공개될 예정이다. 2023년 10월 12일 BBC 라디오 2는 <Doctor Who @60: A Musical Celebration>이란 콘서트 실황 프로그램을 통해 뉴 시즌 이래 공개된 OST들을 선보였다.
60주년을 맞이하기에 앞서 BBC는 올드 시즌과 뉴 시즌을 통틀어 800여편이 넘는 역대 닥터후 에피소드의 저작권을 확보하였다. 이들과 함께 스핀오프 시리즈인 <토치우드>, <사라 제인 어드벤처>, <클래스>, <닥터 후 컨피덴셜>까지 합쳐 2023년 11월 1일부터 자사 스트리밍 서비스 BBC iPlayer를 통해 전격 공개한다고 밝혔다. 서비스에는 장애인 시청자를 위한 자막과 화면해설, 수화도 함께 제공될 예정이다. 이와 함께 11월 4일에는 이번 스페셜 시즌에서 주연으로 돌아온 데이비드 테넌트와 캐서린 테이트의 시즌 4 몰아보기도 진행된다.

### 닥터 후: 언리시드
2023년 4월, 데이비드 테넌트는 이번 스페셜 촬영 과정에서 닥터 후 컨피덴셜처럼 비하인드 씬을 담는 다큐멘터리 제작진이 함께했다고 처음으로 밝혔다. 이 같은 사실은 <컨피덴셜>을 계승한 <닥터 후: 언리시드> (Doctor Who: Unleashed)라는 이름의 다큐 프로그램이 스페셜 방영과 동시에 BBC Three에서 방영될 예정이라는 보도로 이어졌다. 2023년 9월에는 <언리시드>의 제작이 공식적으로 발표되었다. <뉴스비트>의 진행자 스테판 파월이 맡는 이 프로그램은 총 30분 분량으로 편성되며, 60주년 스페셜은 물론 추후 새 에피소드가 나올 때마다 공개된다는 사실이 밝혀졌다. <언리시드>의 첫방송은 60주년 스페셜 에피소드 방영에 앞서 진행될 예정이다.